# Apóstolos Georgíou
Apóstolos Georgíou (en griego: Απόστολος Γεωργίου ; Salónica, 1952 - ) es un artista visual griego de la generación de 1980. 

## Biografía
Apóstolos Georgíou nació y creció en Salónica en 1952. Estudió arquitectura en la Universidad de Artes Aplicadas de Viena entre 1971 y 1973, antes de dedicarse a la pintura y estudiar en la Academia de Bellas Artes de Florencia hasta 1975. La carrera de Georgíou se caracterizó por un ascenso tardío, ya que no alcanzó un reconocimiento considerable hasta los 60 años. Su obra se caracteriza por un enfoque antropocéntrico de líneas audaces y geométricas. En 1980, tras finalizar sus estudios, regresó a Grecia y se instaló en la isla de Skópelos. Desde 2006 vive permanentemente en Atenas.
Georgíou ha realizado numerosas exposiciones individuales en galerías y eventos, principalmente en Salónica y Atenas, en las instalaciones de la Autoridad Portuaria de Salónica (1993), el Museo de Arte Contemporáneo de Salónica (2007) y el Museo Nacional de Arte Contemporáneo de Atenas (2011). En 2017, su participación en Documenta 14, celebrada en Grecia, marcó un paso importante en su carrera.
La principal característica de la pintura de Georgíou es el antropocentrismo. También se dedicó a la enseñanza, contribuyendo al mundo académico en Grecia. Sus obras se exponen en museos, así como en colecciones públicas y privadas, lo que atestigua su influencia y su lugar en el mundo del arte contemporáneo.